# Costum de scafandru cu cască
Costumul de scafandru cu cască, denumit și scafandru greu, sau echipamentul greu, clasic de scufundare, este una din cele mai vechi modalități de scufundare profesională. Deși este considerat învechit, în multe țări ale lumii continuă încă să constituie un echipament corespunzător activităților de scufundare profesională ce necesită durate lungi de timp și activitate intensă la adâncimi relativ mari. Este unul dintre aparatele de respirat sub apă cu circuit deschis, la care debitul de amestec respirator este livrat scafandrului în mod continuu.

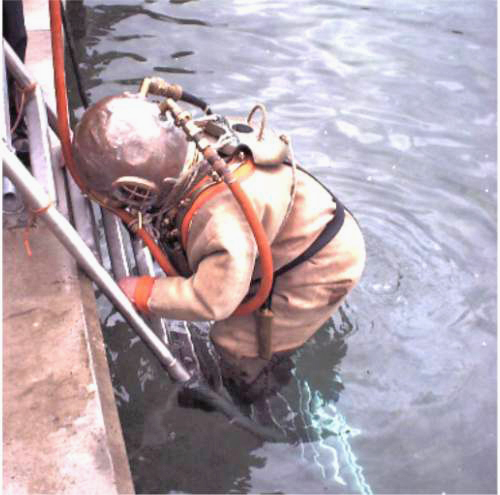
Echipamentul greu de scufundare

## Istoric
1691: Denis Papin propune trimiterea aerului comprimat într-un clopot de scufundare cu ajutorul unei pompe de la suprafață, printr-un tub prevăzut cu supape.
1754: Richard Pocoke  descrie un costum de scafandru cu cască ce era alimentat de o pompă de aer.
1762: un alt englez, John Smeaton realizează un cilindru suflant antrenat de o roată hidraulică. Apoi, în anul 1779 Smeaton creează chesonul de scufundare cu ajutorul căruia au fost reparate fundațiile picioarelor podului de la Hewhorn, Anglia.
1775: abatele La Chapelle scrie Traité de la construction théorique et pratique du scaphandre ou du bateau de l'homme în care apare menționat pentru prima dată termenul scafandru.
1776: aplicând invenția lui Smeaton, John Wilkinson realizează prima suflantă pe care o instalează în atelierul său din Wilby, Anglia. Acesta a fost primul prototip al tuturor compresoarelor mecanice.
1829: frații John și Charles Dean din Whitsthble, Anglia realizează un echipament greu alcătuit dintr-o cască din cupru și un costum larg confecționat din gutapercă. Într-un manual publicat în anul 1836 frații Dean afirmă că au reușit să stea sub apă cu acesta 5 ore și 40 minute la adâncimea de 40 m și că nu considerau adâncimea de 60 m imposibil de atins.
1829: tehnicianul naval E.K.Gauzen de la baza navală Kronshtadt de lângă Sankt Petersburg, Rusia, inventează o „instalație de scufundare” alcătuită dintr-o cască metalică prinsă de costum cu o bandă metalică. Ulterior banda metalică a fost înlocuită cu trei prezoane pentru fixarea căștii și mai multă etanșeitate, echipamentul fiind folosit de Marina Rusă până în anul 1880.
1834: americanul Norcross inventează supapa de evacuare a aerului expirat de scafandru din cască.
1837: germanul Augustus Siebe brevetează o variantă perfecționată a aparatului fraților Dean. La acest nou aparat, aerul suplimentar ieșea prin supapa laterală a căștii care la nevoie putea fi manevrată cu capul de scafandru din interior. Costumul era complet etanș și îmbrăca scafandrul complet cu excepția mâinilor care se puteau pune în niște mănuși din cauciuc etanșe la încheieturi. Costumul mai era prevăzut și cu o garnitură solidă din cauciuc ce se prindea de pieptar. Casca era detașabilă și se putea fixa de pieptar printr-un filet special. Costumul mai era prevăzut cu tălpi din plumb. Cu aparatul Siebe se puteau efectua scufundări până la adâncimea de 54 m. Apare astfel echipamentul greu de scufundare cu costum și cască rigidă alimentat de la suprafață cu aer comprimat. Acest tip de costum de scufundare a fost fabricat în Anglia de firma Siebe Gorman, precum și de Dräger AG în Germania, Galeazzi în Italia, Denayrouze în Franța, Morse Diving Equipment Company, Schrader, Miller și Desco în S.U.A., Yokohama Diving Apparatus în Japonia.
1850: utilizând brevetul lui Siebe,  Cabirol creează un ansamblu alcătuit din pompă, cască rigidă și costum etanș, devenind astfel primul producător francez de echipament greu de scufundare
1864: la 11 Martie apare brevetul variantei perfecționate a aparatului de respirat sub apă, Rouquayrol-Denayrouze cu alimentare de la suprafață prin intermediul unui furtun din cauciuc și alimentat de la o pompă.
1872: pentru a concura cu Siebe și Cabirol, Denayrouze construiește propriul echipament greu, iar în anul următor aduce unele îmbunătățiri cum ar fi o supapă interioară în cască acționată cu capul de scafandru și un rezervor tampon între pompă și scafandru pentru asigurarea unui debit constant de aer.
1912: United States Navy adoptă modelele Shrader și Morse și începe dezvoltarea propriului model MK V MOD 0 pentru scufundări cu aer și amestec heliu-oxigen (Heliox).
1913: firma Drägerwerk din Germania introduce DM20, un echipament greu de scufundare fără cablu ombilical la care alimentarea era realizată de un aparat de respirat sub apă format din două butelii pe spatele scafandrului, ce amestecă în mod automat azot și oxigen furnizând scafandrului un amestec respirator azot-oxigen (Nitrox) cu 60% oxigen.
1937: datorită consumului ridicat de heliu cât și a prețului ridicat al acestuia, U. S. Navy concepe aparatul MK V MOD 1 în circuit semi-închis. Casca era de construcție specială având montată pe spate o canistră pentru absorbantul de bioxid de carbon. Modelul MK V MOD 1 consuma numai 10 % din consumul de heliu al modelului MK V MOD 0, dar avea o greutate dublă, de cca 50 kg.
1942: alături de Sharader și Morse, firma DESCO produce modelul MK V pentru U. S. Navy, ajungând în anul 1945 să fie cel mai mare producător mondial de echipament de scufundare.
1976: firma Dräger AG introduce modelul DM 200.
1985: U. S. Navy înlocuiește MK V cu MK 12.

## Utilizare
Scafandrul se află într-un costum etanș, purtând pe umeri o cască rigidă alimentată de la suprafață cu amestec respirator (de obicei aer comprimat) printr-un furtun de alimentare numit și cablu ombilical. Alimentarea se face prin intermediul unui clapet antiretur. Surplusul de amestec respirator este eliminat printr-o supapă de evacuare plasată pe casca scafandrului, prevăzută cu un resort a cărui tensiune poate fi reglată de către scafandru. De regulă, supapa acționează atunci când presiunea în cască depășește cu 0,35 bar o presiune egală cu suma dintre presiunea exterioară a apei la adâncimea la care se află supapa și tensiunea resortului. 
Sistemul de alimentare cu amestec gazos respirator de la suprafață este fie o pompă acționată manual pentru aer, fie o stație de stocare pentru gaze formată din mai multe butelii de 50 l fiecare, în care amestecul respirator este comprimat până la o presiune de 200 bar (sc.man.), cu ajutorul compresoarelor de înaltă presiune. 
Problema principală care se pune la acest tip de echipament de scufundare, este debitul de aer proaspăt care trebuie livrat scafandrului, precum și debitul de ventilație al căștii. Debitul de aer trebuie astfel ales încât în casca scafandrului să se introducă o cantitate suficientă de aer care să asigure oxigenul necesar și să elimine dioxidul de carbon acumulat în cască. 

## Elemente componente
Elementele componente ale unui echipament greu de scufundare sunt:
- cască rigidă;
- costum etanș;
- lest de piept și de spate
- plastron
- ghete cu lest
- cablu ombilical
- cuțit de scafandru
- harnașament
- sursa de alimentare
- accesorii

### Cască rigidă
Casca rigidă este elementul principal al echipamentului de scufundare cu alimentare de la suprafață, utizat de către scafandrii profesioniști. 

### Costum etanș
Costumul etanș este fabricat din fâșii din cauciuc vulcanizat prinse între două straturi de gutapercă. La gât este prevăzut cu un guler pe care se așază plastronul, iar în interior are o bavetă pentru etanșare. Costumul are întărituri la coate și genunchi, iar la încheieturi este etanșeizat cu manșete din cauciuc. 

### Lest de piept și de spate
Lestul din plumb se utilizează pentru a contracara volumul mai mare și flotabilitatea pozitivă a costumului din partea superioară precum și stabilitate pe fundul apei. Se pune pe piept și pe spate și este alcătuit din 2 greutăți din plumb de 16 kg fiecare. Aranjarea acestora este funcție de modelul de echipament greu ce se utilizează. Greutățile au trei inele de care se fixează două saule în partea de sus și una în partea de jos.

### Plastron
Plastronul sau pieptarul este piesa cu care se fixează casca de costum. Este fabricat din cupru și prevăzut cu un număr de 2, 3, 6, 8, sau 12 prezoane din alamă filetate. Prezoanele trec prin orificiile gulerului costumului fixându-se cu piulițe fluture de cască. Are o prelungire anterioară și una posterioară și o parte deschisă pentru capul scafandrului. În față plastronul are un sistem de prindere alcătuit din două inele (ochete) pentru fixarea curelelor harnașamentului și a celor două saule pentru lestul de piep și de spate. Cu aceste saule se prind de cele două inele cablul de comunicații radio și furtunul de aer. Plastronul are un număr de serie care trebuie să coincidă cu numărul de serie al căștii.

### Ghete cu lest
Ghetele cu lest au rolul de a proteja picioarele scafandrului, de a micșora flotabilitatea pozitivă și de a oferi stabilitate. Sunt confecționați din tendă cu garnituri din piele, la interior au talpă din lemn de stejar, iar vârful este din alamă. De talpă sunt fixate cu șuruburi tălpile din plumb. Au șireturi și curele pentru închidere și cântăresc cca 21 kg.

### Cablu ombilical
Cablul ombilical este alcătuit din următoarele elemente:
- furtun de alimentare - este de construcție specială cu un strat din cauciuc, trei straturi din gutapercă, două straturi de tresă din oțel și un strat interior din cauciuc.
- cablu de comunicații radio - se conectează la racordul telefonic al căștii având și rol de saulă de securitate.

### Cuțit de scafandru
Este utilizat de scafandru pentru tăierea parâmelor vegetale și chiar a cablului ombilical în caz de urgență. Cuțitul se pune într-o teacă ce are un cârlig pentru prindere de harnașament.

### Harnașament
Harnașamentul are rolul de a împiedica umflarea costumului cu aer mai jos de mijlocul scafandrului, precum și casca cu plastronul de a se ridica de pe umeri mai mult decât este nevoie.

### Sursa de alimentare
Sursa de alimentare cu amestec gazos respirator de la suprafață este fie o pompă care în trecut era acționată manual, un compresor pentru aer, fie o stație de stocare pentru gaze formată din mai multe butelii de 50 l  fiecare, în care amestecul respirator este comprimat până la o presiune de 200 bar (sc.man.). Acest ultim sistem a devenit din ce în ce mai răspândit, încărcarea buteliilor făcându-se cu ajutorul compresoarelor de înaltă presiune.
Problema principală care se pune la acest tip de echipament de scufundare, este legată de debitul de aer proaspăt livrat scafandrului (debitul de ventilație). Debitul de aer trebuie astfel ales încât în casca scafandrului să se introducă o cantitate suficientă de aer care să asigure oxigenul necesar funcție de intensitatea activității depuse sub apă și să elimine dioxidul de carbon produs în timpul  respirației.

### Accesorii
Accesoriile echipamentului greu includ:
- paner pentru coborârea și urcarea scafandrului, care poate fi folosit și pentru efectuarea palierelor de decompresie
- scară de scafandru
- trusă cu diferite piese de schimb și scule pentru montarea sau demontarea elementelor componente.

### Avantaje
Echipamentul greu de scufundare prezintă avantajul unei alimentări continue cu aer proaspăt, unei mobilități a scafandrului pe orizontală relativ bună, comunicații permanente cu suprafața și unei folosiri relativ rapide.

### Dezavantaje
Acest echipament are dezavantajul unei mobilități a scafandrului limitată pe verticală, greutate considerabilă și asigurării unui suport logistic destul de important în timpul folosirii.

## Aparatul DM 200
În anul 1976 firma Dräger introduce o variantă modernă a echipamentului greu de scufundare, modelul DM 200 în două variante DM 200/1 și DM 200/2. 
În prezent, în locul aparatelor DM 200/1 și DM 200/2, Dräger fabrică variante noi ale acelorași aparate și anume aparatele DM 220/1 și respectiv DM 220/2, cu parametrii asemănători. 
Principalele avantaje ale acestor modele sunt:
- greutatea mult redusă deoarece casca este fabricată din fibre de sticlă
- costumul cu volum variabil din cauciuc vulcanizat
- lipsa greutăților de piept și spate care sunt înlocuite cu un robinet cu control manual, dispozitiv automat de control a scufundării și respectiv rezervă de alimentare cu aer. [1]

## Galerie de imagini

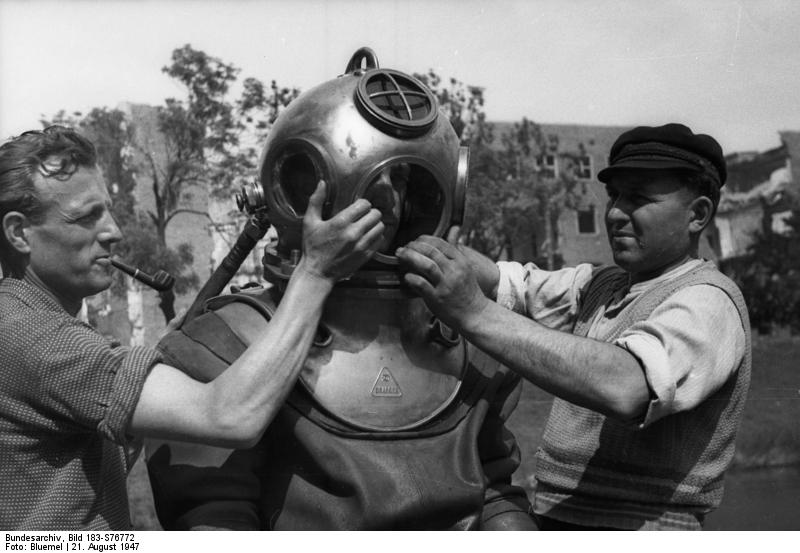
Echipare cu casca
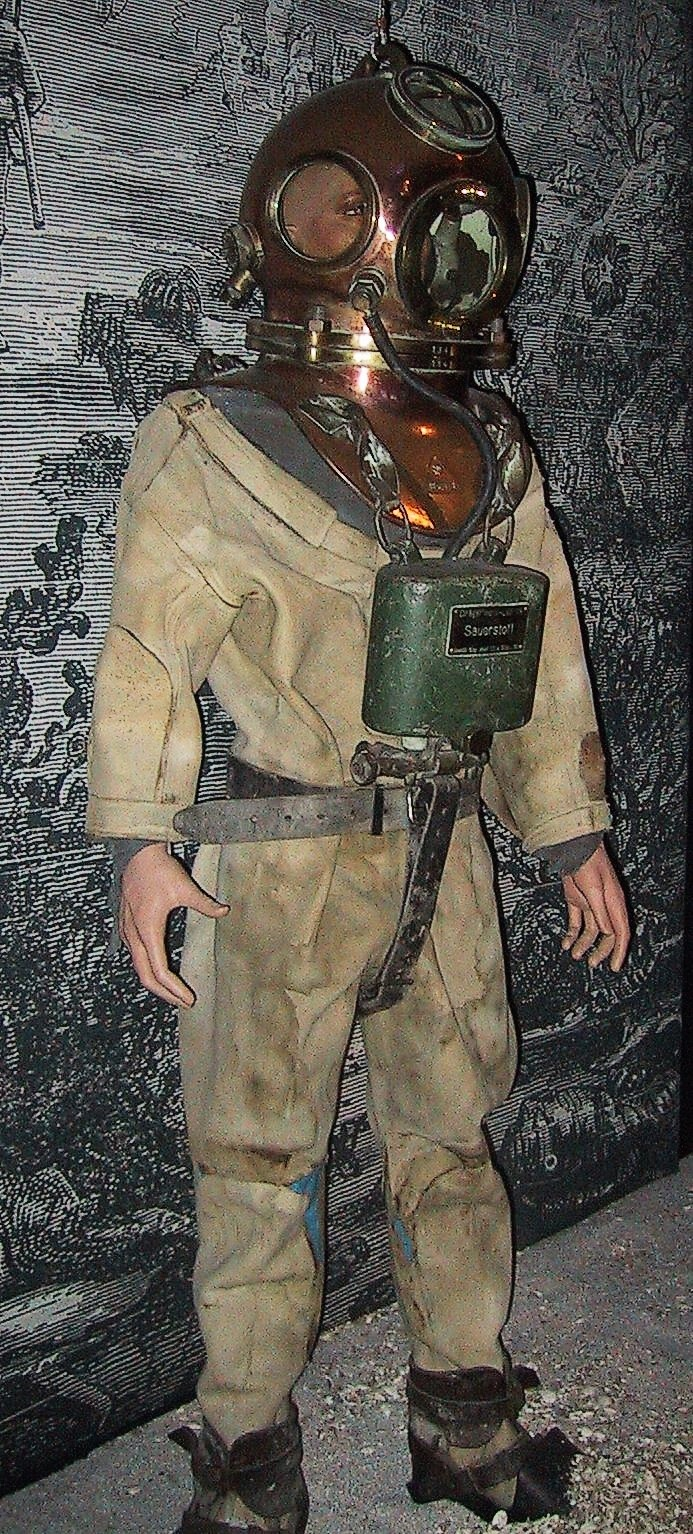
Echipament greu Dräger
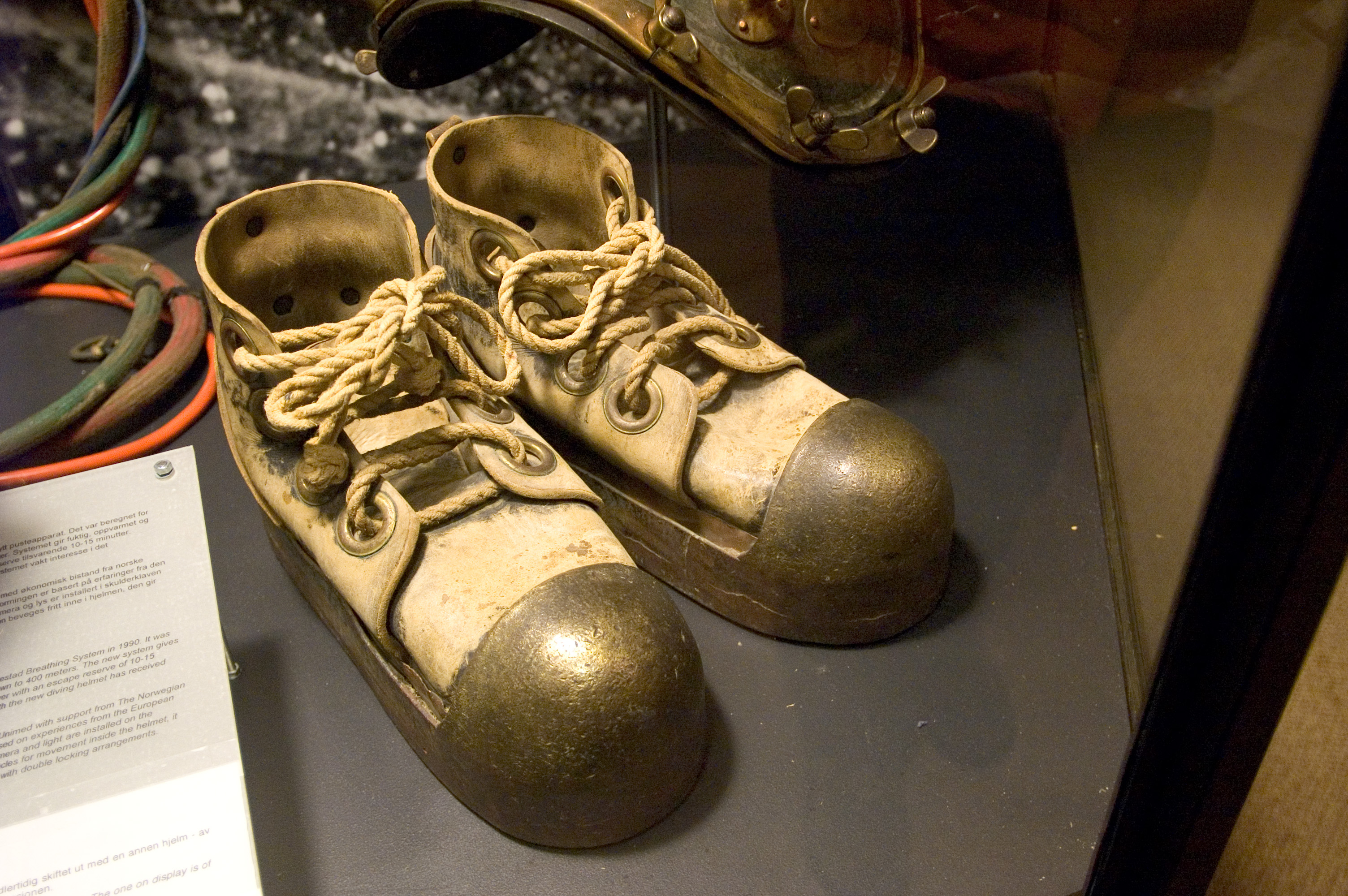
Ghete cu plumb
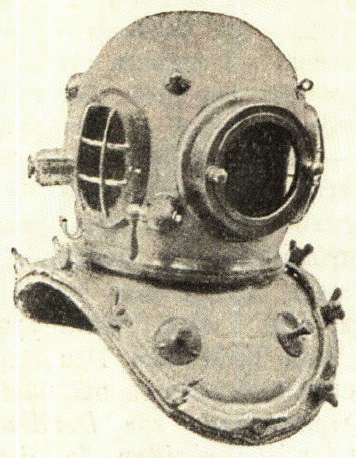
Cască rigidă
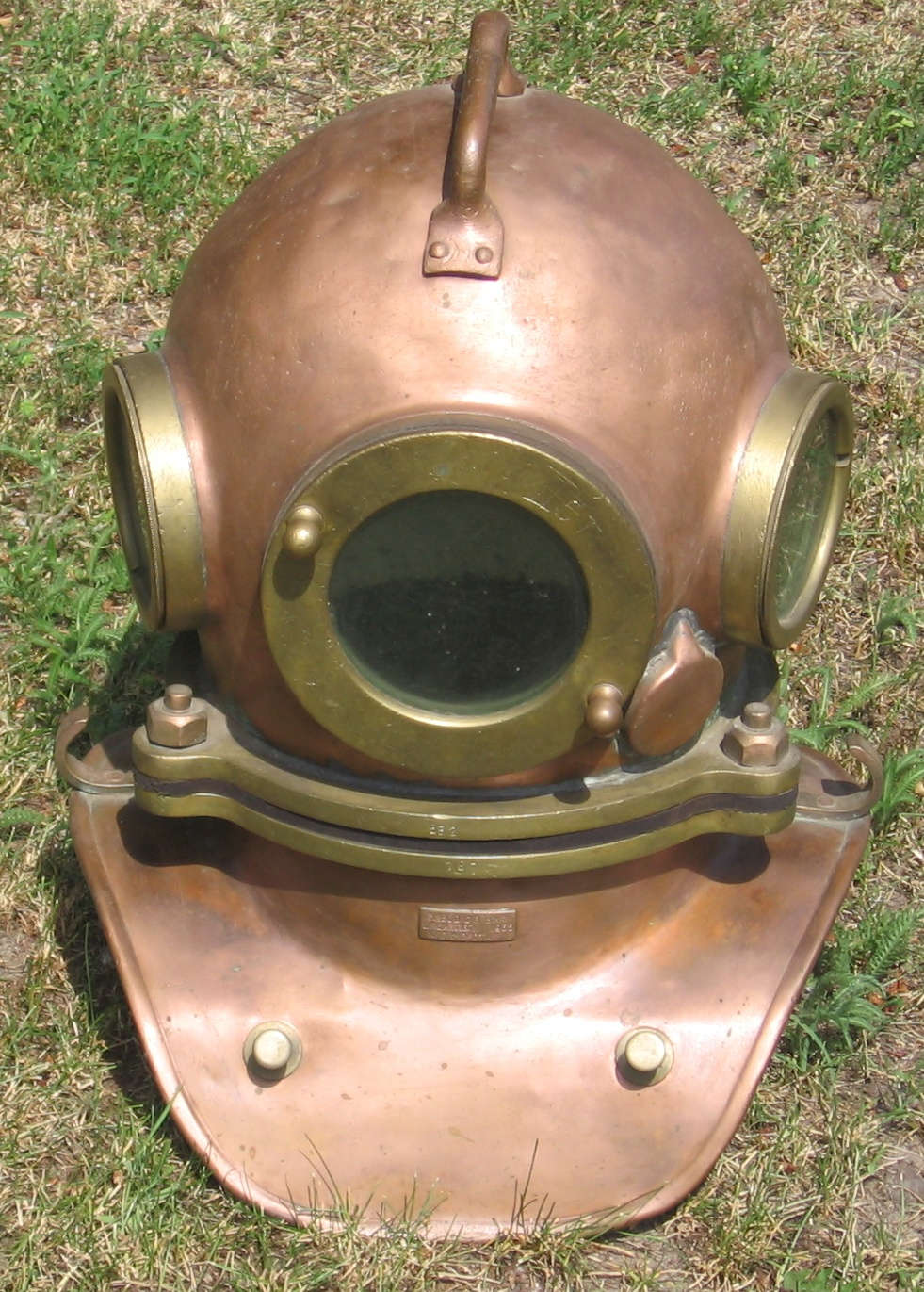
Cască cu trei prezoane
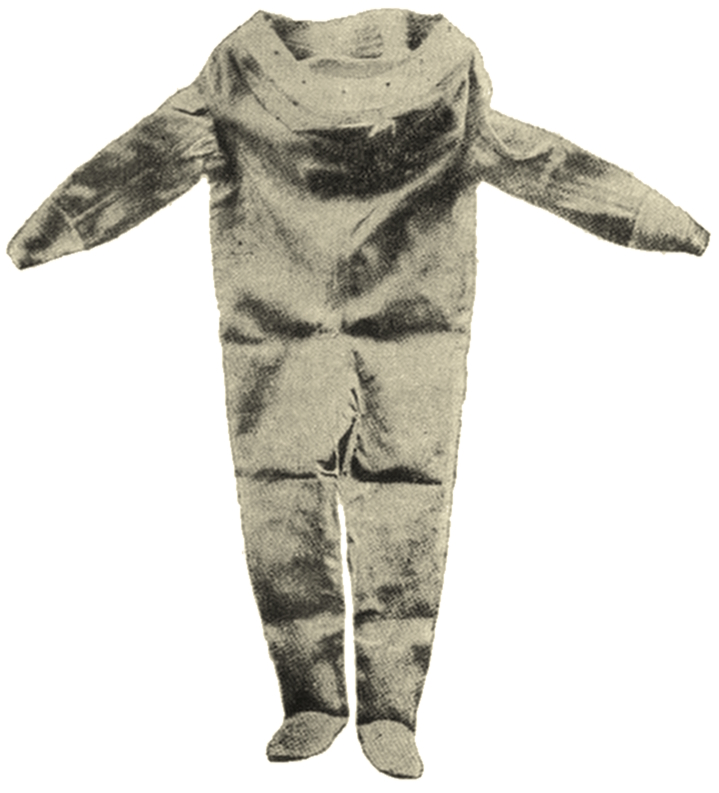
Costumul cu volum constant
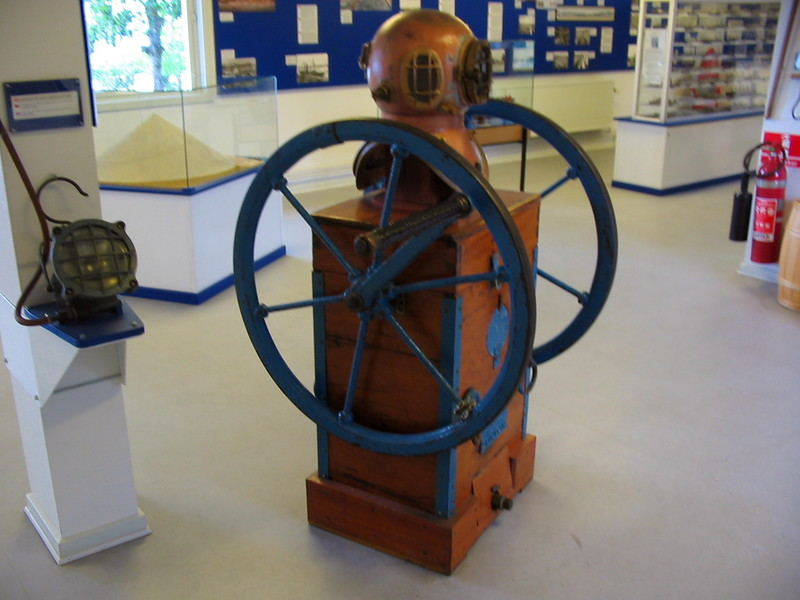
Pompă de aer manuală
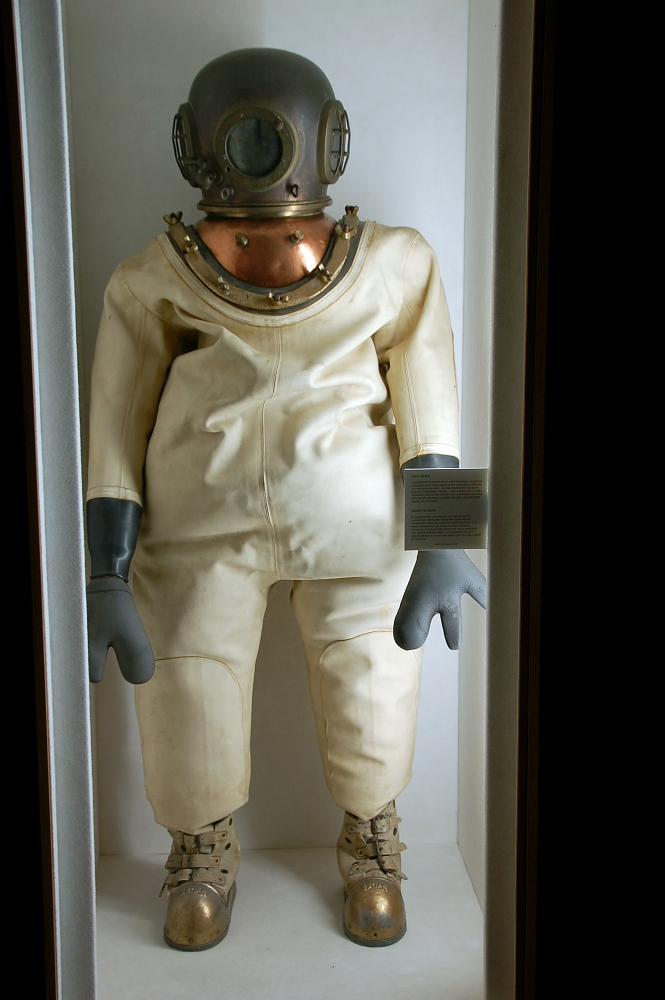
Echipament greu
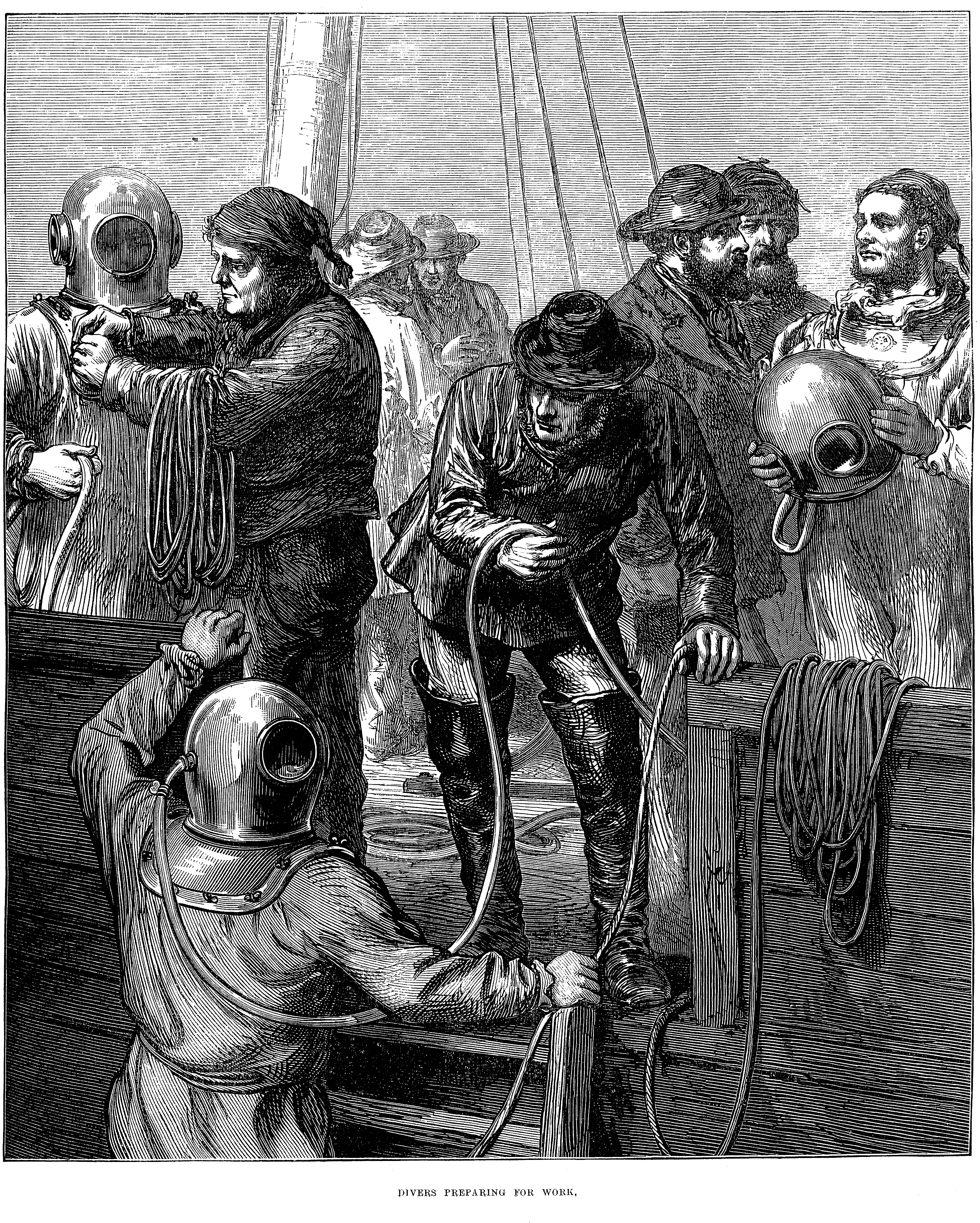
Siebe Gorman din anul 1873